# Bernhard Böhle
Bernhard Böhle (né le 2 mars 1866 à Unteröwisheim et mort le 22 février 1939 à Sasbachwalden) est cordonnier, homme d'affaires et député du Reichstag.

## Biographie
Böhle étudie à l'école primaire à Unteröwisheim, apprend le métier de cordonnier et voyage dans une partie de l'Empire allemand. En 1888, il vient à Strasbourg et y fonde une entreprise de cigares et de pipes en 1891. De 1896 à 1908, il est membre du Conseil municipal de Strasbourg. Il est également membre de l'Assemblée de district de Basse-Alsace depuis 1896 et membre de la seconde chambre du Parlement d'Alsace-Lorraine depuis 1911.
De 1907 à 1918, il est député du Reichstag pour la 8e circonscription d'Alsace-Lorraine (Strasbourg-Ville) avec le SPD. Il l'emporte dans sa circonscription contre le candidat libéral Karl Burger (de), entre autres.